# Lupta de la Boteni (1944)
Acest articol se referă la luptele susținute de parașutiști militari pentru apărarea Aerodromului Boteni.

## Context
În contextul preconizatei schimbări de alianță a României din 23 august 1944, conducerea armatei care cunoștea pregătirea superioară, puterea de foc și de luptă a parașutiștilor, alertează detașamentul operativ de sub comanda lui Țanțu.
În mai puțin de o oră ministrul subsecretar de stat al aerului dă ordinul de misiune care a dispus intrarea in dispozitiv a unor subunități de parașutiști.
Comandantul detașamentului operativ de parașutiști trece imediat la executare și trimite subunități de parașutiști, astfel:
- un pluton sub comanda sublocotenentului Vasile Fulicea la Aerodromul Boteni. Acesta avea misiune de a apăra aerodromul, Statul Major al Aerului, ce se găsea dislocat acolo și parcul de avioane al aviației civile ce se găsea în întregime dispersat pe acest aerodrom;
- un pluton sub comanda locotenentului Mesteș Grigore, la Parcul Carol (Parcul Libertății de azi), pentru a captura și dezarma comandamentul german de A.C.A. aflat în cazematele de la Arenele Romane;
- un pluton comandat de sublocotenentul Petre Ghica, la aeroportul Băneasa, pentru interzicerea decolării sau aterizării avioanelor germane;
- un pluton la Subsecretariatul de Stat al Aerului (S.S.A.), sub comanda sublocotenentului parașutist Vasile Frugină.

## Luptele
Plutonul comandat de sublocotenentul Vasile Fulicea ajunge pe Aerodromul Boteni în dimineața zilei de 24 august și împreună cu personalul de pe aerodrom organizează imediat apărarea obiectivului. Pe aerodromul Boteni, se aflau numeroase avioane de transport ale Societății Civile L.A.R.E.S., avioane de vânătoare M-109, instalații de transmisiuni ale Statului Major al Aerului și depozite cu diverse materiale.
La orele 1415 apare un prim grup format din șapte avioane de transport Ju-52, însoțite de avioane de vânătoare care încearcă să facă o debarcare de trupe. Apărarea aerodromului intră rapid în acțiune. Puștile-mitralieră și mitralierele parașutiștilor, împreună cu un tun automat de pe un avion de vânătoare crează un adevărat zid de foc. Cu toate aceste două aeronave Ju-52 reșesc să aterizeze, în timp ce al treilea este lovit și incendiat. 
Nemții debarcați, folosind tunurile și mitralierele de bord ale unuia din avioane, își concentrează focul asupra avioanelor Grupului 7 Vânătoare și a celor de transport trupe ale L.A.R.E.S.-ului.
În sprijinul parașutiștilor sosec piloții, mecanicii și telegrafiștii de bord din satul Boteni, care, deși înarmați numai cu puști de vânătoare și cu armament luat de la premilitarii din localitate dau dovadă de mult curaj și eroism. Timp de aproape o oră și jumătate lupta nu slăbește în intensitate.
Între timp, un alt avion german, care căuta să aterizeze, este atacat de un aparat de vânătoare românesc și silit să aterizeze forțat, la circa 4 km de Boteni, înspre satul Săvești. Nemții debarcați din acest avion se îndreaptă în grabă spre aerodrom și întăresc rândurile celor care se aflau angajați în luptă cu românii.
Avionul de la bordul căruia nemții trăgeau a fost lovit iar mitralierele și tunul reduse la tăcere. Echipajul acestuia încearcă să captureze avioanele de transport ale L.A.R.E.S.-ului. Printr-o acțiune concentrică a parașutiștilor și a personalului aerodromului, grupul hitlerist de pe aerodrom este complet înfrânt. În cursul acestei lupte, parașutistul Ion Ispas, de la pușca mitralieră, este rănit, dar continuă să execute foc asupra inamicului.
La scurt timp o altă subunitate inamică încearcă să intre pe aerodrom, venind dinspre Braniște, dar plutonul de parașutiști reușesc să înfrângă și să captureze întreaga formație dușmană. 
Realizând că nu pot face o debarcare pe Boteni, nemții aleg să aterizeze cu trei avioane de transport, pe un teren situat între Boteni și Braniște. Acestea se deplasează rapid spre aerodrom deschizând focul, dar și acest atac este respins.
De abia acum Aerodromul Boteni este salvat. Inamicul a pierdut mai mult de 100 de oameni (morți, răniți și prizonieri), trei avioane distruse, precum și numeroase mitraliere, muniție și echipament.

## Efectele imediate
Prin zădărnicirea încercărilor inamicului de a debarca trupe și a pune stăpânire pe Aerodromul Boteni sunt salvate în primul rând, avioanele de vânătoare ce se află aici, avioanele de transport ale L.A.R.E.S.-ului iar Aerodromul Boteni poate fi folosit în bune condițiuni de către aviație română împotriva atacurilor inamice.
1. ↑  Pangică, Nicolae D. (1984). Vulturii cerului. Editura Sport-Turism.
2. ↑  Șoverth, Ștefan (1973). Parașutiști în luptă (memorii de război). Editura Militară.